# Thomas Zellweger

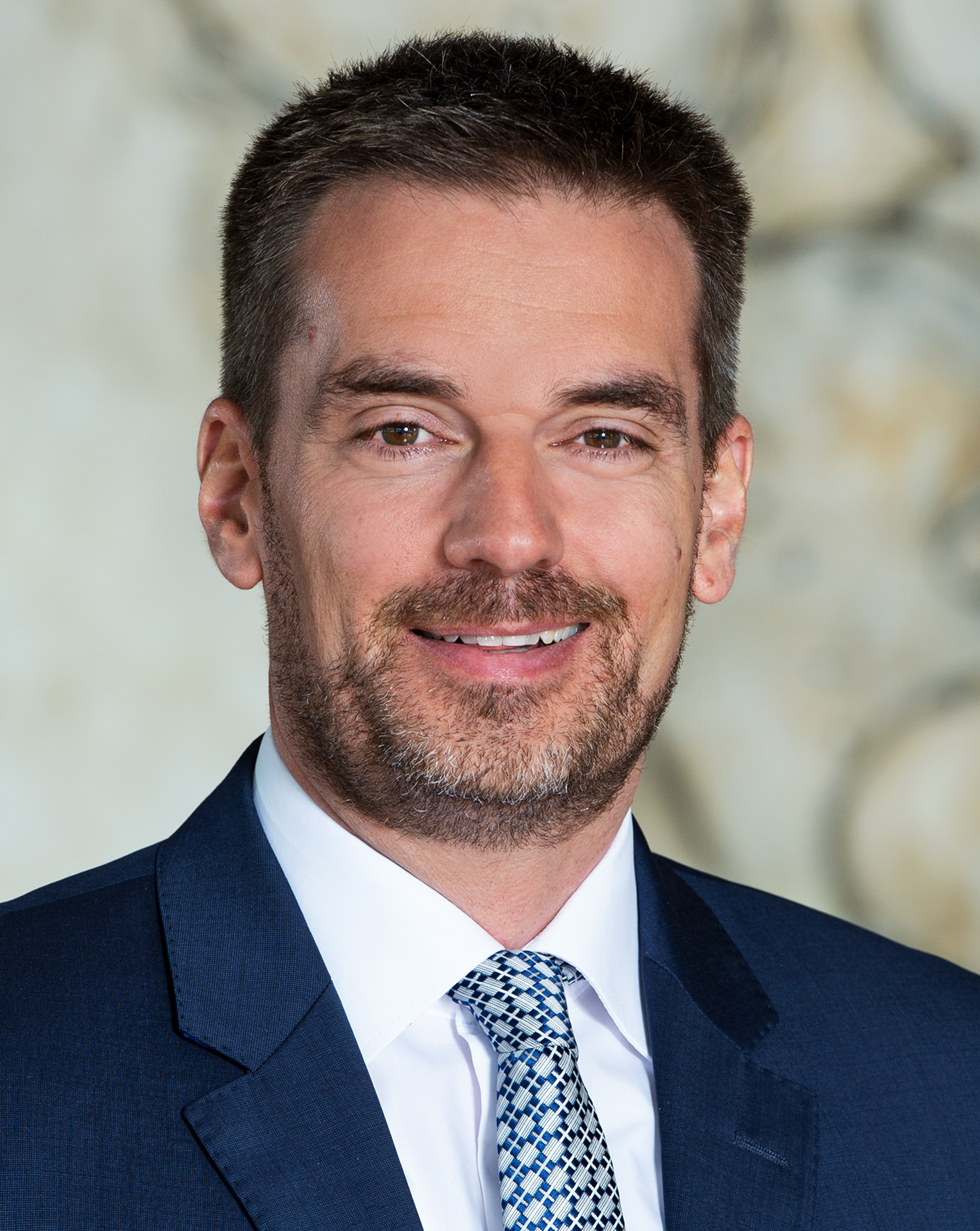
Thomas Zellweger (2019)

Thomas Markus Zellweger (* 25. Oktober 1974) ist ein Schweizer Wirtschaftswissenschaftler und  Ordinarius für Unternehmensführung mit besonderer Berücksichtigung der Familienunternehmen an der Universität St. Gallen.

## Leben
Thomas Zellweger hat an der Universität St. Gallen Betriebswirtschaftslehre studiert. Nach mehreren Jahren in Belgien promovierte er 2006, wieder zurück in St. Gallen, mit anschliessender kumulativer Habilitation 2009. 2011 wurde er zum Ordinarius der Universität St. Gallen und zum geschäftsführenden Direktor des Schweizerischen Instituts für Klein- und Mittelunternehmen (KMU-HSG) an der Universität St. Gallen gewählt, das er mit Urs Fueglistaller und Isabella Hatak leitet. Zudem leitet er dort das «Center for Family Business». Von Februar 2020 bis Januar 2024 war er für das Prorektorat Forschung der Universität St. Gallen verantwortlich.
Zusammen mit Isabella Hatak und Urs Fueglistaller organisiert er die alle zwei Jahre stattfindende, 1948 gegründete Forscherkonferenz «Rencontres de St-Gall».
Zellwegers Forschungsschwerpunkte sind Familienunternehmen, Nachfolgefragen in Familienunternehmen, emotionale und sozioemotionale Werte und Fragen des Entrepreneurial Finance.
Thomas Zellweger ist verheiratet und Vater zweier Söhne.

## Publikationen (Auswahl)
- Risk, Return and Value in the Family Firm. Dissertation, Universität St. Gallen, Difo-Druck Bamberg, 2006.
- On the emotional value of owning a firm., in: Family Business Review, vol. 21/4, p. 347–363,  2008
- Exploring the concept of familiness: Introducing family firm identity., in: Journal of family business strategy, vol. 1/2, p. 54–63,  2010
- Transgenerational entrepreneurship: Exploring growth and performance in family firms across generations., Edward Elgar Publishing,  2010
- Should I stay or should I go? Career choice intentions of students with family business background., in: Journal of Business Venturing, vol. 26/5, p. 521–536,  2011
- Family control and family firm valuation by family CEOs: The importance of intentions for transgenerational control., in: Organization Science, vol. 23/3, p. 851–868,  2012
- From longevity of firms to transgenerational entrepreneurship of families introducing family entrepreneurial orientation., in: Family Business Review, vol. 25/2, p. 136–155,  2012
- Why do family firms strive for nonfinancial goals? An organizational identity perspective., in: Entrepreneurship Theory and Practice, vol. 37/2, p. 229–248,  2013
- Family, wealth, and governance: an agency account., in: Entrepreneurship Theory and Practice, vol. 39/2, 2015
- Doing more with less: Innovation input and output in family firms., in: Academy of Management Journal, vol. 59/4, 2015
- Measuring the social identity of entrepreneurs: Scale development and international validation., in: Journal of Business Venturing, vol. 31/5, 2016
- Are family firms good employers?, in: Academy of Management Journal, vol 61/2, 2018
- Maintaining moral legitimacy through worlds and words: An explanation of firms' investment in sustainability certification., in: Journal of Management Studies, vol. 54/5, 2017
- In the horns of the dilemma: Socioemotional wealth, financial wealth, and acquisitions in family firms., in: Journal of Management, vol. 44/4, 2018
- Are family firms good employers?, in: Academy of Management Journal, vol. 61/2, 2018
- Relational embeddedness and firm growth: Comparing spousal and sibling entrepreneurs., in: Organization Science, vol. 61/2, 2018
- Social structures, social relationships, and family firms., in: Entrepreneurship Theory and Practice, vol. 43/2, 2019
- Entrepreneurship. Modelle – Umsetzung – Perspektiven. Mit Fallbeispielen aus Deutschland, Österreich und der Schweiz. Springer Gabler, 2019.
- Property Rights, Owner-Management, and Value Creation., in: Academy of Management Review, 2020.
- Ownership competence., in: Strategic Management Journal, 2020.